# زندر شاوفلی
زندر شاوفلی (انگلیسی: Xander Schauffele; ‎/ˈzændər ˈʃaʊfəleɪ/‎; زاده ۲۵ اکتبر ۱۹۹۳) گلف‌باز اهل ایالات متحده آمریکا است.